# Chronica Hungarorum

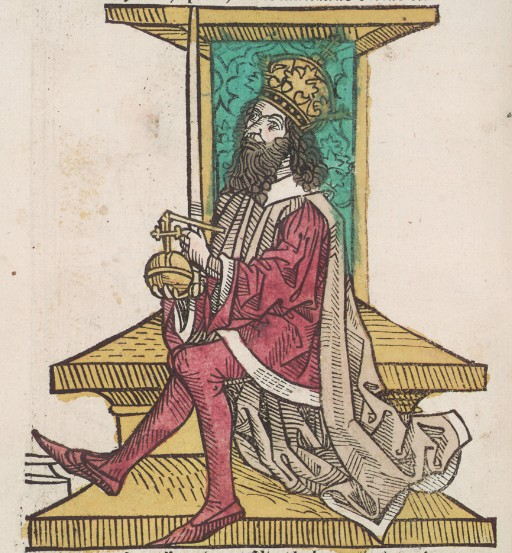
Andrés II, en una edición del siglo XV de la Chronica Hungarorum.

Chronica Hungarorum (Crónica de los Húngaros) es el título de varias obras sobre la primitiva historia  húngara.

## Chronicon Pictum
La más famosa de las variantes es la Crónica Iluminada de Viena o Chronicon Pictum (1358–1370, ed. S. Ladislaus Endlicher 1827), que recibe su nombre por sus magníficas ilustraciones y su antigua pertenencia a la Biblioteca Imperial de Viena.

## Crónica de Buda

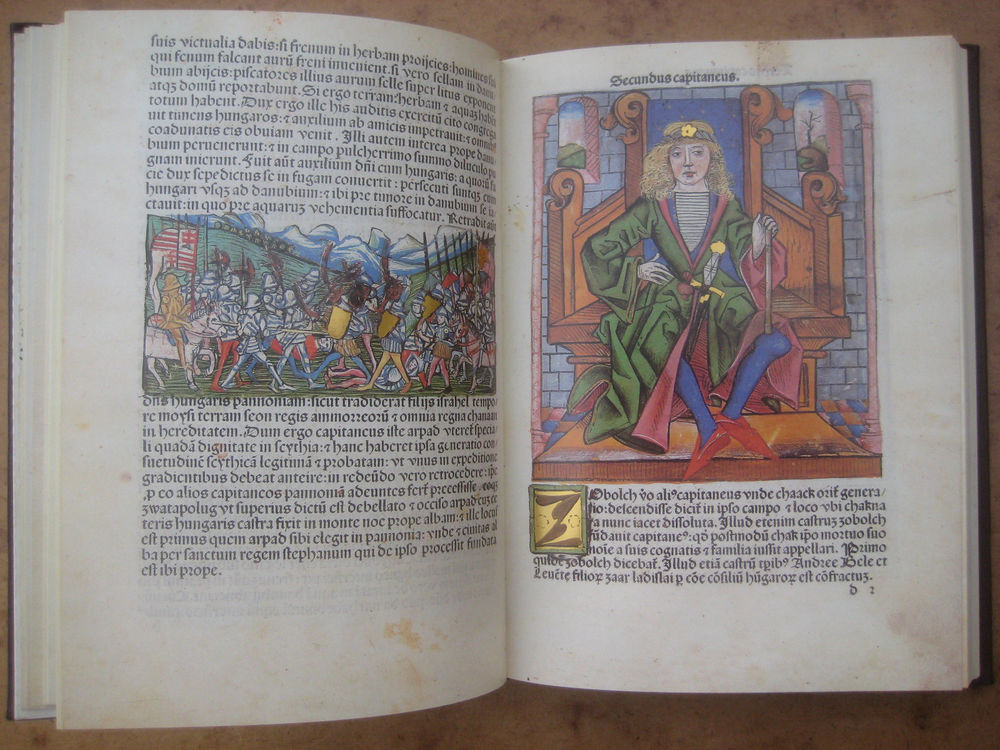
Chronica Hungarorum de Johannes de Thurocz

Una segunda crónica popular se generó a partir del Chronicon Pictum (oficialmente llamada Chronica Hungarorum), recibiendo el nombre de Crónica de Buda. Fue editada en 1473 por András Hess y es el primer incunable impreso en Hungría (Buda, András Hess, 1473, 70 fol., 2º.)
El libro cuenta la historia de Hungría desde la coronación del rey Matías. Se conocen once copias de la crónica, dos de ellas en Hungría: una en el Biblioteca Nacional Széchényi y otra en la Biblioteca Universitaria de Budapest.

## Johannes de Thurocz
La tercera crónica titulada Chronica Hungarorum, parcialmente basada en la Chronicon Pictum, fue obra de Johannes de Thurocz (1435-90), el primer lego en escribir un libro en el Reino de Hungría.
Este trabajo (Brno, 1488, Augusburgo, 1488) narra los acontecimientos desde la vista de un noble educado. 